# Truncocolumella
Truncocolumella är ett släkte av svampar. Truncocolumella ingår i familjen Suillaceae, ordningen Boletales, klassen Agaricomycetes, divisionen basidiesvampar och riket svampar.
|                 | Suillus |
|                 | |
| Truncocolumella | \| \| Truncocolumella citrina \| \| \| \| \| \| Truncocolumella rubra \| \| \| \| \| \| Truncocolumella occidentalis \| \| \| \| |
|                 | \| \| Truncocolumella citrina \| \| \| \| \| \| Truncocolumella rubra \| \| \| \| \| \| Truncocolumella occidentalis \| \| \| \| |
|                 | Psiloboletinus |
|                 | |
|                 | Truncocolumella citrina |
|                 | |
|                 | Truncocolumella rubra |
|                 | |
|                 | Truncocolumella occidentalis |
|                 | |

|  | Truncocolumella citrina      |
|  |                              |
|  | Truncocolumella rubra        |
|  |                              |
|  | Truncocolumella occidentalis |
|  |                              |

## Bildgalleri

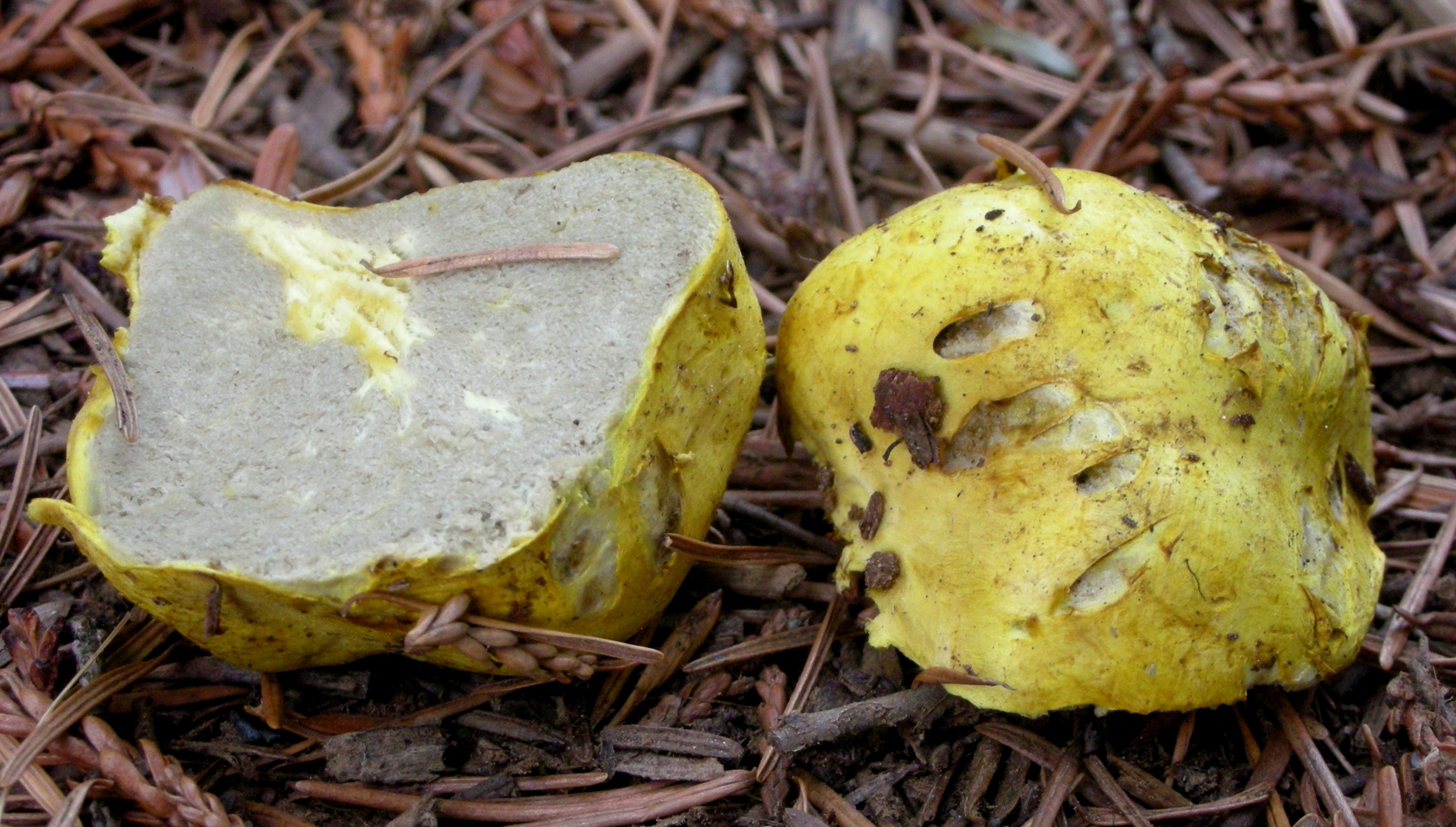